# Le Verrier (cráter marciano)
Le Verrier es un cráter de impacto situado en el cuadrángulo Noachis de Marte, localizado en las coordenadas 38.0° de latitud sur y 342.9° de longitud oeste.Tiene 140 kilómetros de diámetro y lleva este nombre en memoria del astrónomo y matemático francés Urbain Le Verrier. El nombre fue aprobado en 1973 por la Unión Astronómica Internacional.
| [[File:Wikileverrier.jpg\|1200px\|alt={{{Alt\|{{{descripción}}}]]                                                                        |
| Cráter Le Verrier, fotografía de la cámara CTX a bordo del Mars Reconnaissance Orbiter. (El norte, hacia la izquierda de la fotografía). |